# Siemens SX1
Siemens SX1 — первый смартфон компании Siemens Mobile. Дата анонса — февраль 2003, мировой старт продаж — декабрь 2003 (начальная цена составила 700—750 $).

## Описание
Аппарат построен на базе платформы Symbian OS версии 6.1. Такая же платформа применялась в аппаратах Nokia.
На момент выпуска смартфон обладал хорошими техническими характеристиками, однако непривычный дизайн — расположение блока цифровых клавиш с боковых сторон — считается одной из причин неудовлетворительных продаж телефона.
В течение двух лет после начала продаж SX1 последовательно дешевел, к концу продаж летом 2005 года его цена составляла порядка 250 $. Существует несколько версий телефона.

## Версии телефона
Siemens K1 Prototype — прототип, изготовленный исключительно для тестирования разработчиками внутри компании. Эта модель очень отличалась от классического SX’а как программно, так и аппаратно. Буквы не были нанесены на кнопки, буквенные значения кнопок были нанесены под стеклом дисплея (впоследствии на боковой клавиатуре был нанесён латинский алфавит), подсветка клавиатуры была не голубая, а янтарная. Очень ранние прототипы имели бежевый окрас корпуса и зелёную подсветку цифровой клавиатуры. Также был ряд инноваций, которые не попали в серийный SX1: датчик снятия крышки аккумулятора; фотоэлемент, управляющий силой подсветки в зависимости от освещения помещения; кнопки регулировки громкости на левой боковой панели. Бытует мнение, что в этом прототипе использовалась Symbian, разработанная для Nokia, о чём свидетельствует оформление интерфейса, который впоследствии изменили. Хотя некоторые моменты в серийном SX1 также наталкивали на мысль о том, что его интерфейс был переработан из исходников Nokia: к примеру, если при наборе текста в SMS нажать звёздочку, то выбор символов можно осуществлять клавишами 2, 4, 6 и 8, которым соответствуют направления вверх, влево, вправо и вниз. Такое управление было бы более логичным при классическом расположении кнопок.
Siemens SX1 Ice Blue — модель была представлена миру в декабре 2003 года, а в России — в октябре 2003 года. Эта модель была произведена в наибольших количествах. Отличия были только в некоторых деталях: телефоны комплектовались двумя разными ревизиями процессоров и флеш-памяти (32 и 24 мб); существовало два типа плат, отличавшихся расположением тест-пойнта. Впоследствии на базе этой модели были созданы некоторые лимитированные версии.
Siemens SX1 Carbon Black — эта версия телефона завоевала большую популярность, чем Ice Blue, благодаря чёрному цвету корпуса. Помимо цвета корпуса, отличия были и в оформлении интерфейса стандартной темы. Эта модель выпускалась в более ограниченном количестве.
Siemens SX1 21st Century Limited Edition — отличался от классического Ice Blue только тем, что имел соответствующую надпись под VGA-камерой, а также надписью на аккумуляторной крышке «Siemens Mobile» и «Limited Edition» внизу, возле фиксирующей кнопки-замка. Siemens AG дарили этот телефон всем перспективным компаниям на рынке электроники.
Siemens SX1 McLaren Limited Edition — был впервые показан всему миру 18 марта 2004 года на выставке информационных технологий CeBIT-2004 в Ганновере (Германия). Данная модель является результатом сотрудничества компании Siemens со знаменитой командой Формулы-1 Mercedes McLaren. По всему миру было лишь ограниченное количество экземпляров этого телефона. Его интерфейс отличался яркими анимациями: при включении на экране телефона проигрывалась анимация с автомобилем West McLaren Mercedes MP4-19 и пилотом Формула-1 Кими Райкконеном, из динамика звучали звуки шин гоночного автомобиля. В меню телефона находился специальный раздел, позволяющий следить за последними новостями команды McLaren, в памяти телефона находилась фотогалерея, содержащая снимки Кими, его напарника Дэвида Култхарда и болида MP4-19. Настоящей изюминкой было видеоинтервью с членами команды West McLaren Mercedes и тестирование MP4-19. Специально разработанный корпус, дополнительно покрытый слоем лака, изменённый дизайн и интерфейс в соответствии с цветами и символикой команды McLaren, а также MMC-карты памяти объёмом в 32 Мб с автографом самого Кими Райкконена, безусловно, сделали этот телефон уникальным! Тираж этого красавца составил 200 экземпляров, а его стоимость была оценена в 649 €.
Siemens SX1 F1 Bahrain 2004 Limited Edition — ограниченное издание было выпущено по случаю открытия трассы F1 Бахрейна и презентовано незадолго до проведения гонок Формулы-1 Гран-при Бахрейна, состоявшееся 4 апреля 2004 года. Стиль этой версии был изменен на автомобильный и корпус был окрашен в золотисто-кремовый цвет. В комплекте к телефону шли листовки и афиши, связанные с гонками в Бахрейне и их историей, был там также и некий билет на гонки F1. Тираж этого телефона составил всего 50 штук.
Siemens SX1 Mille Miglia Limited Edition — 21 апреля 2004 года Siemens Mobile объявил ещё один ограниченный тираж этого телефона, изданный в честь 75-летней годовщины гонок Милле Милья, а также в честь гонщиков, участвовавших в гонке Mille Miglia в 1927—1957 годах. В честь этого компанией Siemens была организовала гонка 6—9 мая 2004 г., с участием ветеранов легандарного 1000-мильного маршрута из Брешии до Рима и обратно. Программное обеспечение этой модели было сильно изменено, так же, как и в McLaren Limited Edition, телефон был напичкан автомобильной символикой и звуками. Главной особенностью этого издания является красный корпус с логотипом «Mille Miglia» под VGA-камерой, и надписью «Limited Edition» на аккумуляторной крышке. Телефон был выпущен ограниченным тиражом в 500 экземпляров.
Siemens SX1 Mille Miglia Fahrer Limited Edition — имеет много общего с SX1 Mille Miglia Limited Edition. Заменён был лишь логотип «Mille Miglia» на тыльной стороне телефона под VGA-камерой, и теперь имел вид круга в стиле логотипа с порядковым номером, нанесённым на гоночных автомобилях с числом «099». Именно 99 этих телефонов было выпущено на весь мир, и ни один из них не поступил в продажу. Все телефоны были подарены участникам гонки Mile Miglia 2004. Эта модель считается самой ценной среди остальных.
Siemens SX1 Kangaroo Leather Limited Edition — экзотика. Аппаратно ничем не отличается от Carbon Black. Визуально передняя и задняя панели телефона были окрашены в чёрный глубокий многослойный рояльный лак, а затем отполированы вручную. Крышка аккумуляторного отсека покрыта натуральной кенгуриной кожей с вытесненной по центру традиционной надписью «Siemens», а выше крышки аккумулятора под камерой нанесена надпись «Limited Edition». Телефон был выпущен ограниченным тиражом в 500 экземпляров.
Siemens SX1 111 Mil. Kamp-Lintfort — модель, выпущенная в декабре 2004 года, знаменовала собой выпуск 111 миллионов телефонов Siemens. Программное обеспечение телефона ничем не отличалось от классического. Визуально телефон напоминал Ice Blue, но имел соответствующие надписи «111 Mil. Kamp-Lintfort überzeugt… Dec. 2004» вокруг выгравированной надписи «Siemens» на крышке аккумулятора. Аппаратное обеспечение претерпело косметические процедуры: изменён цвет подсветки нижних клавиш на оранжевый.
Siemens SX1 A1 Limited Edition — ограниченное издание SX1 австрийского мобильного оператора A1. Аппаратно это всего лишь стандартный SX1. Визуально эта модель похожа на Ice Blue, но по всему корпусу от динамика до клавиатуры оператор добавил свой вертикальный логотип с надписью «Limited Edition Ski Austria / A1».
Siemens SX1 Music O2 — телефон исключительно для оператора мобильной связи O2, программно заточен только под этого оператора. Аппаратно схож с Carbon Black, но в прошивке было установлено больше рингтонов, стандартные назначения некоторых клавиш были заменены и вели на музыкальные сайты O2. В комплекте карта памяти на 128мб.
Siemens SX1 Music Vodafone — ещё одна «музыкальная» версия телефона, на этот раз от оператора Vodafone. Оттенок корпуса изменён на тёмно-синий. В комплекте поставки были два типа карт памяти (128 или 512мб, в зависимости от цены).
Siemens SX1 T-Mobile — телефон для оператора мобильной связи T-Mobile. Аппаратно и внешне полностью схож с Ice Blue, лишь на центральной клавиатуре изображён логотип оператора «T-Mobile».
Siemens SX1 Laser Keypad Prototype — был продемонстрирован публике 16 марта 2005 года на выставке информационных технологий CeBIT-2005 в Ганновере (Германия). Идея подобного устройства будоражила умы производителей уже давно, но компания Siemens оказалась первой, кто решился на создание промышленного образца. Данный прототип — обычный Siemens SX1 со встроенной лазерной клавиатурой, который является результатом сотрудничества компании Siemens с компанией iBIZ Technology Corp. Виртуальная клавиатура является полноразмерной, целиком повторяя реальную, в том числе раскладкой QWERTY и проецируется на любую поверхность перед телефоном, позволяя набирать любые тексты, в основном, конечно же, SMS-сообщения, а также добавлено несколько дополнительных клавиш для того, чтобы прямо с виртуальной клавиатуры можно было принимать и отклонять вызовы. Выводится раскладка на расстоянии около 70 мм от самого смартфона. При повороте телефона клавиатура может поворачиваться вместе с ним. Считалось, что использование подобных клавиатур сможет частично решить конфликт между небольшими размерами современных электронных устройств и удобством пользования ими, но данный проект так и остался на стадии разработки и не пошёл в серийное производство. Достоверно известно о существовании как минимум трёх работоспособных образцов, показанных на выставке.
Siemens SX1 GPS Tourguide Prototype — данный прототип был впервые продемонстрирован на той же выставке информационных технологий CeBIT-2005 в Ганновере (Германия) 16 марта 2005 года на одном стенде вместе с Siemens SX1 Laser Keypad Prototype. Внешне и аппаратно это обычный Siemens SX1 Ice Blue, но вместо стандартной аккумуляторной крышки инженерами компании Siemens была специально сконструирована более продолговатая аккумуляторная крышка внизу со встроенным приёмником-передатчиком A-GPS (Assisted GPS) сигнала, который при закреплении аккумуляторной крышки вставляется в стандартный разъём для зарядки/стереонаушников/USB-кабеля в нижней части телефона. В комплекте с телефоном была SD-карта памяти объёмом 64 Mb с наклейкой «Tourguide». На карте памяти установлены два приложения — Siemens MAP 24 (необходимая для загрузки карт из сети интернет и вывода на дисплей телефона) и Realeyes 3D (для обработки фотографий). Телефон использует встроенный в аккумуляторную крышку приёмник-передатчик A-GPS при запуске предустановленного в телефон приложения GetPosition. В момент запуска приложение подключается к серверу Siemens для определения местоположения телефона. Данный прототип имеет специальную версию прошивки SW-Version: 06.4163+.
Siemens SX1 GPS Tourguide Prototype прославился тем, что был украден посетителем со стенда Siemens во время выставки CeBIT-2004. Как только кража была обнаружена, инженеры Siemens, ответственные за разработку технологии позиционирования устройства, предприняли попытку определения его местоположения. Инженерам удалось получить данные местоположения украденного устройства с разработанного ими приёмника-передатчика A-GPS напрямую без уведомления пользователя.
После чего информация о местоположении злоумышленника была передана в Департамент полиции Ганновера. Вскоре после этого он был задержан, а украденный прототип возвращён инженерам компании Siemens. Достоверно неизвестно: был этот инцидент на самом деле кражей или заранее спланированным PR-ходом компании.
Siemens SX1 CTP Runster Concept Device — впервые был продемонстрирован публике 16 марта 2005 года на выставке информационных технологий CeBIT-2005 в Ганновере (Германия). В народе более известен как Siemens SX2, но на самом деле это всего лишь попытка компании реабилитироваться после относительно небольших объёмов продаж Siemens SX1, причиной которых, как считалось, является неудобное (боковое) расположение цифровых клавиш телефона. Внешний вид телефона претерпел значительных изменений, цифровая клавиатура была перенесена вниз и расположена по «U-принципу», при этом весь клавиатурный модуль немного как бы выступает вперёд от плоскости экрана, а сам корпус телефона приобрёл более массивный вид. Аппаратно это обычный Siemens SX1 с небольшим набором инновационных технологий, таких, как:
CTP (Cordless Telephone Profile) — технология, позволяющая подключать мобильный телефон к базовой станции стационарного телефона дома, в офисе или в дороге и использовать для звонков в стационарной сети на расстоянии до 100 метров;
Предустановленное в телефоне приложение Runster — не что иное, как личный тренер для людей, ведущих активный образ жизни, занимающихся спортивным бегом на свежем воздухе или предпочитающих занятия на беговой дорожке. При запуске приложение соединяется со специальным устройством (шагомер), в приложении можно подобрать музыку для занятия бегом, которой и соответствует определённый темп движения и нагрузки, при этом приложение автоматически подсчитывает и выводит на дисплей скорость движения и количество затраченных калорий.
К сожалению, данный концепт так и не был запущен компанией Siemens в серийное производство.

## Характеристики
| Общие характеристики                        | Общие характеристики                                                                                |
| ------------------------------------------- | --------------------------------------------------------------------------------------------------- |
| Диапазоны частот                            | GSM 900, GSM 1800, GSM 1900                                                                         |
| Смартфон                                    | да                                                                                                  |
| Платформа                                   | S60                                                                                                 |
| Операционная система                        | Symbian OS 6.1                                                                                      |
| Тип корпуса                                 | классический                                                                                        |
| Конструкция                                 | джойстик                                                                                            |
| Антенна                                     | |
| Вес                                         | 116 г                                                                                               |
| Размеры                                     | 109x56x19 мм                                                                                        |
| Звонки                                      | |
| Тип мелодий                                 | полифонические                                                                                      |
| Виброзвонок                                 | есть                                                                                                |
| Связь                                       | |
| Интерфейсы                                  | IRDA, Bluetooth                                                                                     |
| Доступ в интернет                           | WAP, GPRS, POP/SMTP-клиент                                                                          |
| Модем                                       | есть                                                                                                |
| Синхронизация с компьютером                 | есть                                                                                                |
| Сообщения                                   | |
| Дополнительные функции SMS                  | ввод текста со словарём, шаблоны сообщений, отправка SMS нескольким адресатам                       |
| MMS                                         | |
| EMS                                         | есть                                                                                                |
| Другие функции                              | |
| Громкая связь (встроенный динамик)          | есть                                                                                                |
| Управление                                  | голосовой набор, голосовое управление                                                               |
| Автодозвон                                  | есть                                                                                                |
| Звуковая индикация времени разговора        | |
| Режимы кодирования звука HR, FR, EFR        | есть                                                                                                |
| Дополнительная информация                   | |
| Комплектация                                | телефон, аккумулятор, сетевое з/у, портативная hands-free, диск ПО, интерфейсный кабель, инструкция |
| Экран                                       | |
| Тип экрана                                  | цветной TFD-экран, 65536 цветов                                                                     |
| Размер изображения                          | 176x220 пикс.                                                                                       |
| Индикация                                   | |
| Мультимедийные возможности                  | |
| Встроенная фотокамера                       | 640x480 (0.30 млн пикс.), цифровой Zoom 4x                                                          |
| Запись видеороликов                         | есть                                                                                                |
| Аудио                                       | FM-радиоприемник, стерео MP3-проигрыватель                                                          |
| Игры                                        | есть                                                                                                |
| Java-приложения                             | есть                                                                                                |
| Объём встроенной памяти                     | 4 МБ                                                                                                |
| Тип карты памяти                            | MMC                                                                                                 |
| Питание                                     | |
| Тип аккумулятора                            | Li-Ion                                                                                              |
| Ёмкость аккумулятора                        | 1000 мАч                                                                                            |
| Время разговора                             | 4:00 ч: мин                                                                                         |
| Время ожидания                              | 200:00 ч: мин                                                                                       |
| Время заряда                                | 3:00 ч: мин                                                                                         |
| Записная книжка и органайзер                | |
| Обмен между SIM-картой и внутренней памятью | есть                                                                                                |
| Прямой (flash) набор                        | 8 номеров                                                                                           |
| Органайзер                                  | будильник, калькулятор, планировщик задач, игры                                                     |
| Характеристики смартфона                    | |
| Операционная система                        | Symbian OS 6.1                                                                                      |

## Похожие модели
- Nokia 7650
- Nokia 6600
- SonyEricsson P800